# Alessandro Gisotti
Alessandro Gisotti (Roma, 24 de juny de 1974) és un periodista italià. És codirector dels mitjans de comunicació del Vaticà des del juliol de 2019.
És llicenciat en Ciències Polítiques a la Universitat de Roma La Sapienza el 1999, és periodista des del 2004. És professor de Teories i Tècniques del Periodisme a la Universitat Pontifícia Lateranense.
Després d'una experiència professional al Centre d'Informació de les Nacions Unides de Roma amb l'ambaixador Staffan de Mistura, de 2012 a 2017 va ser vicepresident de Ràdio Vaticana. Després va passar a ser coordinador de les xarxes socials del Secretariat per a les Comunicacions de la Santa Seu. Des de l'octubre del 2018 va passar a col·laborar amb la Comissió per la informació sobre el Sínode dels Joves, presidida per Paolo Ruffini. El 31 de desembre de 2018 va ser nomenat director interí de la Sala Stampa, després de la renúncia de Greg Burke. El 18 de juliol de 2019 va ser nomenat pel Papa Francesc com a codirector del Dicasteri de la Comunicació, o sigui, dels mitjans de comunicació del Vaticà.
Entre altres publicacions té Dios y Obama: Fe y política en la Casa Blanca, 11 de septiembre: Una historia que continúa i Decálogo del Buen Comunicador.